# Slatina, Nový Jičín
Slatina là một làng thuộc huyện Nový Jičín, vùng Moravskoslezský, Cộng hòa Séc.